# Magreakció
A magreakció során két atommag ütközik, és ennek eredményeképp más atommagokat kapunk. Elméletileg több atommag is ütközhet, viszont ezek az események rendkívül ritkák. Három típusa van: maghasadás, magfúzió, és radioaktív bomlás.
Bármely magreakciót egy (a kémiai egyenlethez hasonló) egyenlet segítségével tudjuk fölírni:
{\displaystyle \mathrm {a+{}_{Z}^{A}\!X\rightarrow {}_{Z'}^{A'}\!Y+b} }
ahol a a bombázó részecske és b repül ki a magból.
Ezt rövidítve a szakirodalomban így szokták írni: {\displaystyle \mathrm {{}^{A}\!X(a,b){}^{A'}\!Y} }. A rendszámokat (Z, Z') ugyanis meghatározza az elem vegyjele, úgyhogy az csupán tájékoztató adat.
Például vehetjük a neutron fölfedezésekor használt reakciót:
{\displaystyle \mathrm {{}_{2}^{4}\!{\alpha }+{}_{4}^{9}\!{Be}\rightarrow {}_{6}^{12}\!C+{}_{0}^{1}\!n} } Rövidített formában: {\displaystyle \mathrm {{}^{9}\!{Be}(\alpha ,n){}^{12}\!C} }
A magreakció lehet exergonikus vagy endergonikus. Ha a bemenő tömegek összege nagyobb a reakciótermékek össztömegénél, akkor exoterm, ha kisebb, akkor endoterm reakcióról beszélünk. Az endergonikus reakciók is végbemehetnek, ha a reaktánsok kinetikus energiája kiegyenlíti a tömeghiányt.
A reakcióból származó energia három módon jelentkezik:
- kisugárzott fotonok (gamma-sugárzás)
- reakciótermékek kinetikus energiája (hő)
- az atommagban is maradhat, ha létezik metastabil állapot

A magreakció két módon mehet végbe:
- direkt
- köztes mag (compound nucleus)

## Fordítás
- Ez a szócikk részben vagy egészben  a   Nuclear reaction című angol Wikipédia-szócikk fordításán alapul.  Az eredeti cikk szerkesztőit annak laptörténete sorolja fel. Ez a jelzés csupán a megfogalmazás eredetét és a szerzői jogokat jelzi, nem szolgál a cikkben szereplő információk forrásmegjelöléseként.